# Jetpac
Jetpac (иногда также Jet Pac) — компьютерная игра, разработанная и выпущенная компанией Ultimate Play The Game в 1983 году для домашних компьютеров ZX Spectrum, Commodore VIC-20 и BBC Micro. Игра поставлялась на кассете и микродрайве; также это была одна из немногих игр, предлагавшихся на картридже для ZX Interface 2.

## Геймплей

Оригинальная версия для ZX Spectrum

Игра состоит из множества уровней-экранов. Экран состоит из платформ, размещённых на трёх уровнях по вертикали. Герой по имени Jetman перемещается по уровню с помощью реактивного ранца.
На первом уровне разбросаны три части ракеты. Игрок должен собрать их и перенести к месту сборки. На последующих уровнях ракета остаётся собранной, а игрок должен собирать топливо для неё, которое сбрасывается в различных точках экрана. После сброки или заправки ракеты игрок переходит на следующий уровень.
На каждом уровне герою мешают различные противники, которых можно уничтожать с помощью оружия.
Платформы на всех экранах одинаковые. Уровни различаются типом противников (имеющих различное поведение и изображение), а также появлением в случайных местах топлива и бонусных предметов (дающих очки).

## Сиквелы, порты и ремейки
Для игры было выпущено два сиквела: Lunar Jetman (для NES, конец 1983 года) и Solar Jetman: Hunt for the Golden Warpship (октябрь 1990 года).
Jetpac был включен в игру Donkey Kong 64 (Rare, 1999 год) — игра открывается при соблюдении ряда условий.
Компанией RetroSpec были выпущены ремейки Lunar Jetman (Windows и Macintosh, 2003 год) и Jetpak: Solar Crisis (Windows, 2004).
Jetpac Refuelled — обновлённая версия игры — была выпущена в марте 2007 года для Xbox Live Arcade.

## Оценки и мнения
| Иноязычные издания      | Иноязычные издания | Иноязычные издания |
| Издание                 | Оценка             | Оценка             |
| Издание                 | BBC Micro          | ZX Spectrum        |
| ----------------------- | ------------------ | ------------------ |
| Crash                   |                    | Highly recommended |
| CVG                     | 36/40              |                    |
| Personal Computer Games |                    | 44/64              |
| TV Gamer                |                    | 12/16              |

- В 1983 году игра получила звание «Игра года» на Golden Joystick Awards.
- Игра заняла 74 позицию рейтинга CRASH Top 100.
- Игра заняла 73 позицию Your Sinclair Readers Top 100.